# ВЕС Альта
Центр вітряної енергії Альта (англ. Alta Wind Energy Center) — велика вітроелектростанція, розташована на гірському перевалі Техачапи в штаті Каліфорнія, США. На початку 2015 року, встановлена потужність в 1,32 ГВт робить цю електростанцію однією з найпотужніших електростанцій цього типу у світі і в США.
На кінець 2014 року станція знаходиться на стадії будівництва. Проектна потужність, якої планують досягти до кінця 2015 року, складає 1,55 ГВт. Планується збільшення потужності до 3 ГВт.